# اروین ینکه
اروین یِنِکه (به آلمانی: Erwin Jaenecke) (۲۲ آوریل ۱۸۹۰ – ۳ ژوئیهٔ ۱۹۶۰) نظامی بلندپایه آلمان بود در دوره رایش سوم بود. او بیشتر دوران خدمت خود را در رسته مهندسی در نیروی زمینی آلمان گذراند. از میانه جنگ جهانی دوم به فرماندهی یگان‌های بزرگی تا سطح ارتش میدانی رسید. پس از جنگ به اسارت درآمد و در چکسلواکی محاکمه شد. سال ۱۹۵۵ به آلمان بازگشت.

## سال‌های اولیه
اروین ینکه سال ۱۸۹۰ در فررن زاده شد. سال ۱۹۱۱ به عنوان افسر دانشجو به نیروی زمینی امپراتوری آلمان پیوست. سال ۱۹۱۲ در گردان ۱۰ مهندسی به سلک افسران درآمد.

## ورماخت
برجستگی ینکه در عرصه نظامی آلمان از ریاست آن بر ستاد ویژه وه در جنگ داخلی اسپانیا، آغاز شد. سال ۱۹۳۸ به عنوان رئیس ستاد بازرسی استحکامات منصوب گشت.

### جنگ جهانی دوم
ترفیع درجات:
- ۱۸ اوت ۱۹۱۲: ستوان دوم
- ۲۷ ژانویه ۱۹۱۶: ستوان یکم
- ۱ مه ۱۹۲۲: سروان
- ۱ اکتبر ۱۹۳۱: سرگرد
- ۱ آوریل ۱۹۳۴: سرهنگ دوم
- ۱ مارس ۱۹۳۶: سرهنگ
- ۱ نوامبر ۱۹۳۹: سرتیپ
- ۱ نوامبر ۱۹۴۱: سرلشکر
- ۱ نوامبر ۱۹۴۲: سپهبد (ژنرال نیروهای مهندسی)
- ۳۰ ژانویه ۱۹۴۴: ارتشبد

ینکه سه سال آغازین جنگ جهانی دوم را در جایگاه‌های مختلف ستادی در کارزارهای لهستان، بلژیک و فرانسه بود. روز ۱ نوامبر سال ۱۹۴۱ به درجه سرلشکر ترفیع و ماه فوریه سال ۱۹۴۲ فرماندهی لشکر سیصد و هشتاد و نهم پیاده‌نظام در پراگ را در دست گرفت. از ماه مه تحت امر ارتش ششم فریدریش پائولوس بود و در نبرد دوم خارکوف مشارکت کرد. ینکه یا پائولوس دوستی شخصی داشت. پائولوس او را به فرماندهی سپاه ۴ گمارد و سبب ترفیعش در روز ۱ نوامبر به درجه سپهبد (ژنرال نیروهای مهندسی) شد. در جریان نبرد استالینگراد، یگان ینکه در مسیر حرکت گازانبری ارتش سرخ در عملیات اورانوس برای محاصره ارتش ششم بود. در این حین مجروح و پیش از آن که به درون محاصره بیفتد، در روزهای پایانی از ناحیه خارج شد.

#### کریمه
ینکه تا ماه مارس سال ۱۹۴۳ بهبود یافت و روز ۱ آوریل به فرماندهی سپاه ۸۶ در جنوب فرانسه منصوب شد. روز ۱ اکتبر سال ۱۹۴۳ فرماندهی ارتش هفدهم را در کریمه در دست گرفت. در مواجهه با تهاجم قدرتمند ارتش سرخ به سمت این شبه‌جزیره، ینکه که نمی‌خواست استالینگراد دیگری این بار کریمه برای او رقم بخورد، با شدت از فرماندهی عالی خواست مجوز تخلیه بدهد. او حتی آماده می‌شد کریمه را بدون مجوز رها کند. نزدیک بود بدین جهت ماه اکتبر توسط فیلدمارشال ایوالت فون کلایست، فرمانده گروه ارتش آ از مقام خود خلع شود. روز ۳۰ ژانویه سال ۱۹۴۴ به درجه ارتشبد نائل آمد. وقتی در نهایت مسیر ارتباطی زمینی او قطع شد، از فرماندهی گروه ارتش، فرماندهی عالی نیروی زمینی و قرارگاه پیشوا خواست نیروهای خود را از طریق دریای سیاه تخلیه کند. همانند استالینگراد، از صدور مجوز چنین اقدامی خودداری شد. شوروی از روز ۲۷ آوریل سال شروع به گذر از اریکه پرکوب در شمال و تنگه کرچ در شرق برای ورود به شبه‌جزیره کرد. ینکه برای مقابله با ۲۷ لشکر دشمن تنها ۵ لشکر ضعیف آلمانی و ۷ لشکر تقریباً بلااستفاده رومانیایی داشت. او از روز ۱۰ آوریل دست به عقب‌نشینی به سمت مواضعی داخلی زد. ینکه نتوانست هیچ خط دفاعی میانی پایداری ایجاد کند و تا خود سواستوپول در منتهی‌البه جنوب غربی شبه‌جزیره پس زده شد. هیتلر روز ۲۸ آوریل او را به برشتسگادن احضار کرد و وعده اعزام نیروی کمکی داد. وقتی مشخص شد این نیروی کمکی تنها شامل چهار گردان است، ینکه با تلخ‌کامی برای رفع مسئولیت از فاجعه‌ای که در حال رقم خوردن بود، خواهان قرار گرفتن ارتش هفدهم مستقیماً تحت امر فرماندهی عالی نیروی زمینی شد. در واکنش به آن هیتلر ینکه را از مقام خود عزل کرد. آخرین مقاومت نیروهای آلمانی روز ۱۲ مه به از میان رفت و نزدیک به ۲۷٬۰۰۰ نفر از آن‌ها در سواستوپول به اسارت درآمدند.
هیتلر مقرر کرد تا هنگامی که دادگاه نظامی مشخص نکرده‌است که آیا قصوری از جانب ینکه در حفظ کریمه صورت نگرفته‌است، هیچ جایگاهی به او سپرده نشود. به هر حال چنین دادگاهی هیچگاه تشکیل نشد و به ینکه نیز هیچگاه جایگاه دیگری تعلق نگرفت. با نوشتن نامه‌ای در ماه ژانویه سال ۱۹۴۵ به هیتلر، وضعیت «فلاکت» بار آلمان را برای او تشریح کرد. متعاقباً روز ۳۱ ژانویه سال ۱۹۴۵ از نیروی زمینی کنار گذاشته شد.

## پس از جنگ
ینکه با اقامت در شرق آلمان روز ۱۱ ژوئن سال ۱۹۴۵ به اسارت شوروی درآمد. آن‌ها او را تحویل چکسلواکی دادند. آن‌جا محاکمه و به اتهام جنایت جنگی به ۲۵ سال زندان محکوم شد. به هر صورت سال ۱۹۵۵ از زندان آزاد شد و در کلن سکنی گزید. ارتشبد اروین ینکه در نهایت روز ۳ ژوئیه سال ۱۹۶۰ درگذشت.